# خرس‌های کوتاه‌چهره
خرس‌های کوتاه‌چهره (نام علمی: Arctodus) یک سردهٔ منقرض‌شده از خرس‌های کوتاه‌چهره است که در آمریکای شمالی در دوران پلیستوسن (~ ۲٫۵ مایل تا ۱۲۰۰۰ سال پیش) ساکن بودند. دو گونه شناخته شده وجود دارد: خرس کوتاه‌چهره کوچک (Arctodus pristinus) و خرس کوتاه‌چهره غول‌پیکر (Arctodus simus) که به عنوان خرس بولداگ نیز شناخته می‌شود. هر دو گونه در پیشینه فسیلی نسبتاً کمیاب هستند. A. pristinus تا اندازهٔ زیادی به پلیستوسن اولیه در شرق ایالات متحده محدود می‌شد، درحالی‌که A. simus دامنه گسترده‌تری داشت، با بیشتر یافته‌های مربوط به پلیستوسن پسین ایالات متحده، مکزیک و کانادا. A. simus از A. pristinus تکامل یافته است، اما هر دو گونه احتمالاً در پلیستوسن میانی همپوشانی داشته‌اند. از میان این گونه‌ها، A. simus بزرگ‌تر بود، از بقایای کامل‌تر شناخته شد و یکی از کاریزماترین کلان‌زیاگان آمریکای شمالی در نظر گرفته می‌شود.

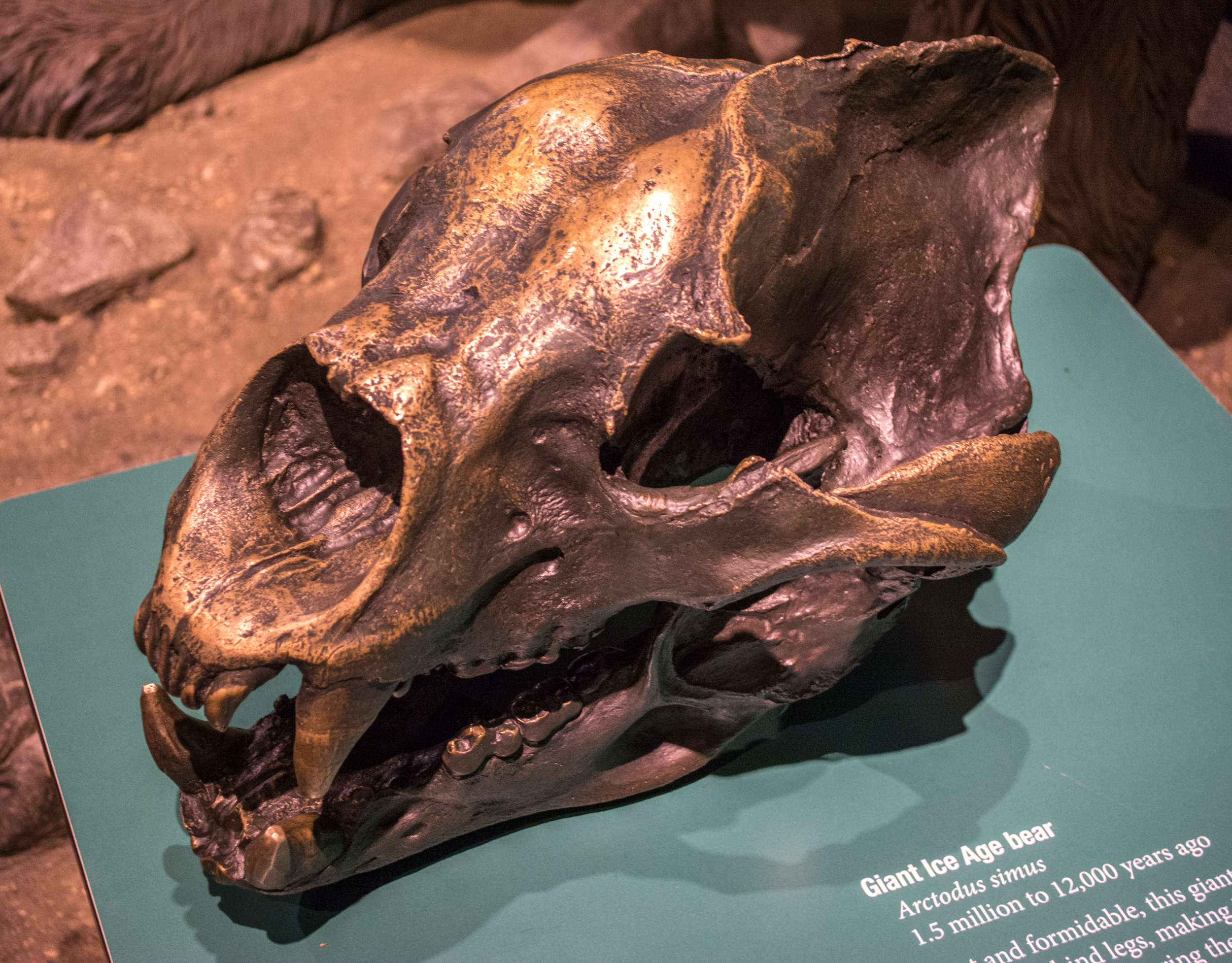
جمجمه A. simus، عکس گرفته شده در موزه تاریخ طبیعی کلیولند در کلیولند، اوهایو

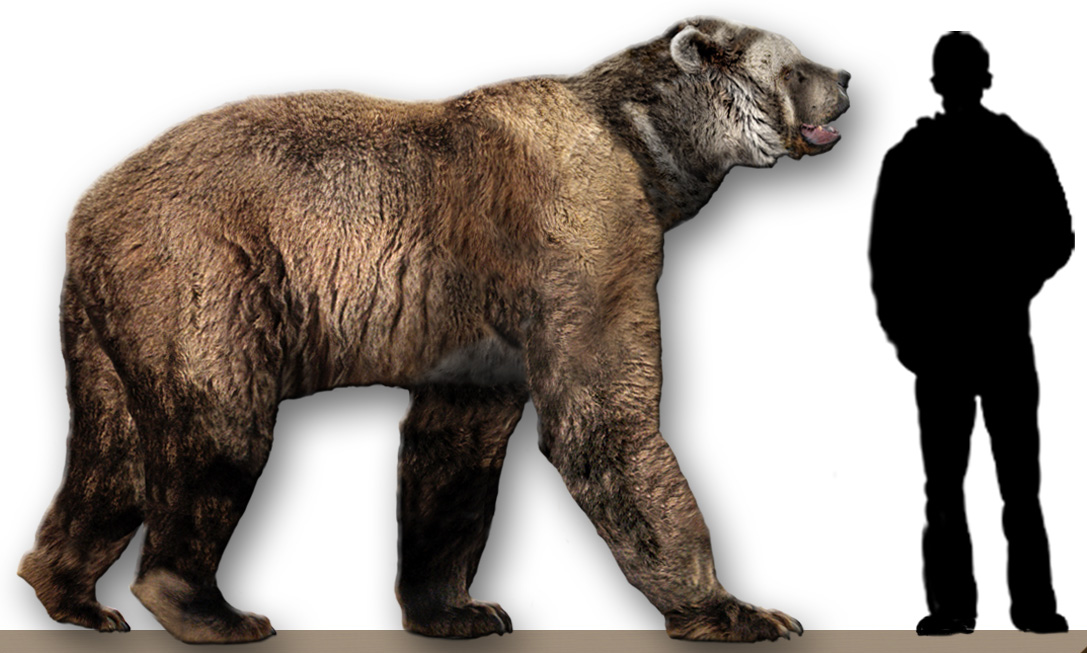
A. simus در مقایسه با یک انسان